# 混合长理论

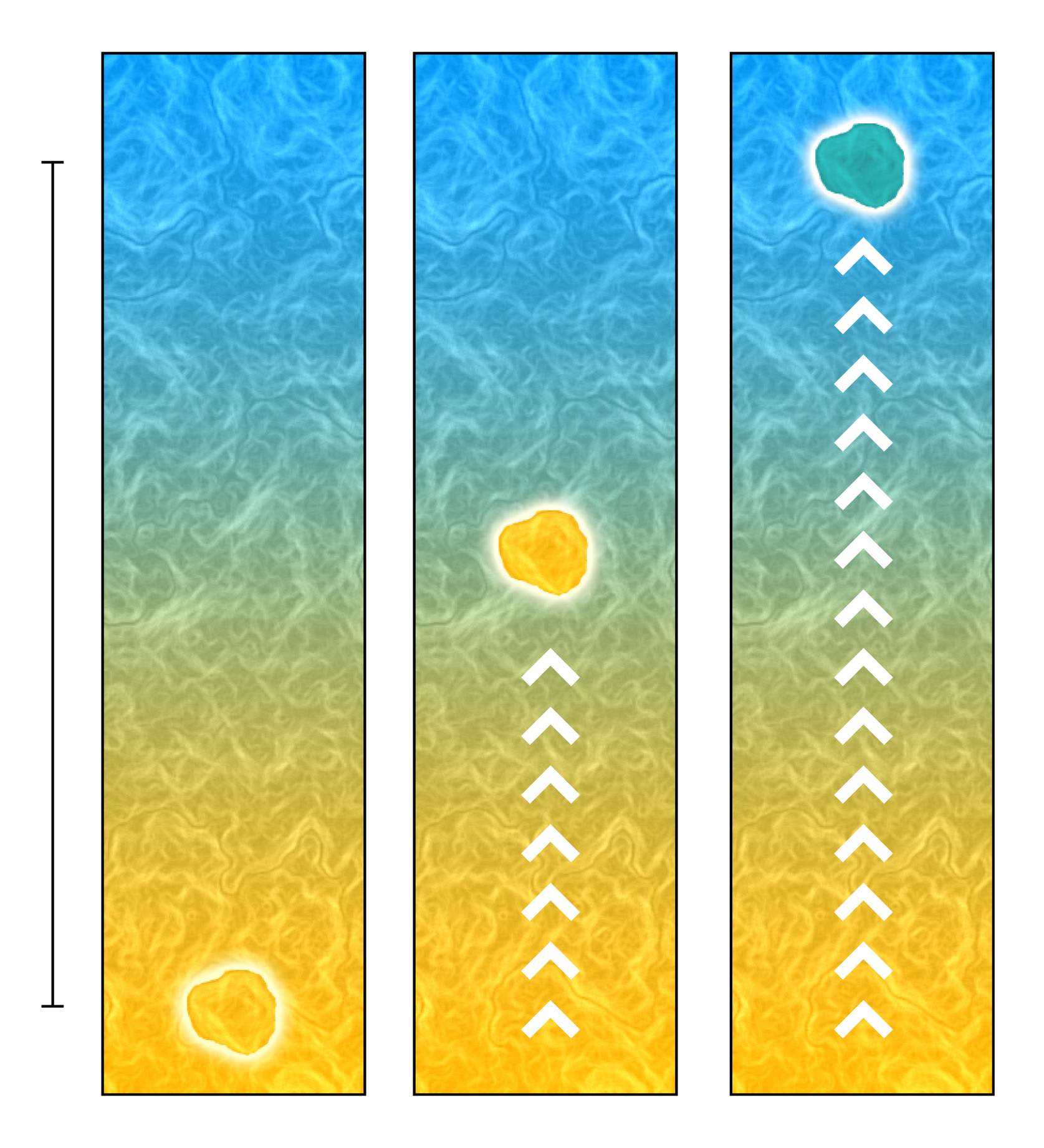
混合长度是一团流体在分散到周围流体中之前保持其原始特性的距离。这里，图左侧的标尺就是混合长度。

壁面定律，壁面附近水平速度与混合长度模型

在流体动力学中，混合长理论是一种通过涡流粘度在牛顿流体边界层内通过湍流雷诺应力来描述流体动量传递的方法。该理论由普朗特在 20 世纪初开发。 普朗特本人对该模型持保留态度，将其描述为“只是一个粗略的近似”  ，但从那时起它就被用于许多领域，包括大气科学、海洋学和恒星结构等方面的研究。 

## 物理直觉
混合长度在概念上类似于热力学中平均自由程的概念：流体团将保持其特性为特征长度，记作{\displaystyle \ \xi '} ，在与周围的流体混合之前。普朗特描述称 ，混合长可以被视为流体以整体移动时的直径，或者是一团流体与附近流体充分混合前所移动的距离。
上图中，温度{\displaystyle \ T} ，随着流体团在温度梯度上移动，在一定距离内是守恒的。流体团在整个过程中经历的温度波动是{\displaystyle \ T'} ，所以{\displaystyle \ T'}可以看作是它移动超过这个混合长后与其周围环境的温度偏差{\displaystyle \ \xi '} 。

## 数学公式
首先，必须首先能够将一个量表示为它们缓慢变化的分量和波动分量的总和。这个过程称为雷诺分解。温度可以表示为：

{\displaystyle T={\overline {T}}+T'}, 
{\displaystyle \ {\overline {T}}} 是缓慢变化的分量，{\displaystyle \ T'}是波动分量。
在上图中，{\displaystyle \ T'}可以用混合长度表示：

{\displaystyle \ T'=-\xi '{\frac {\partial {\overline {T}}}{\partial z}}.}
速度的波动分量， {\displaystyle \ u'}, {\displaystyle \ v'} ， 和{\displaystyle \ w'}, 也可以用类似的方式表示：
{\displaystyle \ u'=-\xi '{\frac {\partial {\overline {u}}}{\partial z}},\qquad \ v'=-\xi '{\frac {\partial {\overline {v}}}{\partial z}},\qquad \ w'=-\xi '{\frac {\partial {\overline {w}}}{\partial z}}.}
尽管这样做的理论依据较弱，因为压力梯度力可以显着改变波动分量。此外，对于垂直速度的情况，{\displaystyle \ w'}必须在中性分层流体中。
取水平和垂直波动的乘积可得：

{\displaystyle \ {\overline {u'w'}}={\overline {\xi '^{2}}}\left|{\frac {\partial {\overline {w}}}{\partial z}}\right|{\frac {\partial {\overline {u}}}{\partial z}}} .
涡流粘度由上式定义为：
{\displaystyle \ K_{m}={\overline {\xi '^{2}}}\left|{\frac {\partial {\overline {w}}}{\partial z}}\right|} ,
就得到了涡流粘度{\displaystyle \ K_{m}}以混合长度 {\displaystyle \ \xi '} 表示的式子。